# Polirritmos
Polirritmos es un libro de poemas del escritor peruano-uruguayo Juan Parra del Riego
publicado en 1922. Forma parte de la vanguardia latinoamericana de principios del siglo XX. El autor y su obra están asociados con el futurismo europeo, base de su producción literaria. 

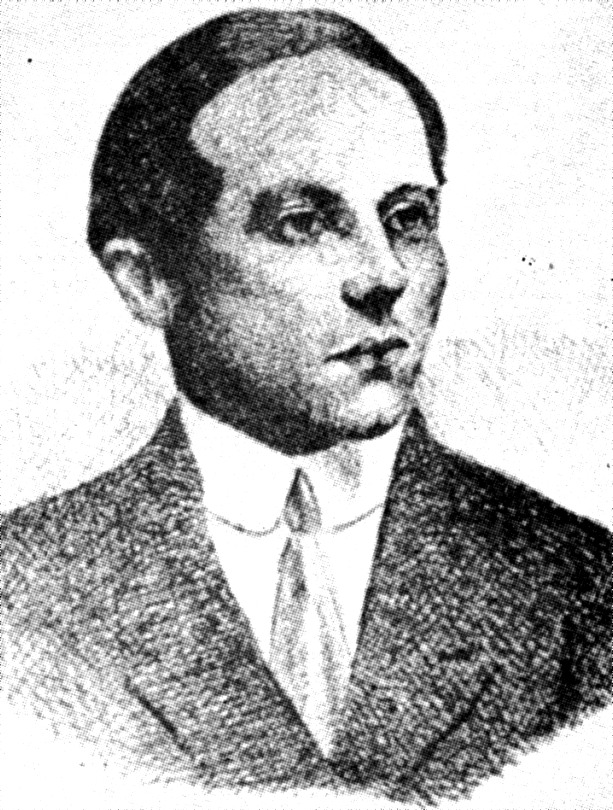
Juan Parra del Riego

## Estructura y contenido de la obra
Polirritmos, en su edición de 1969, cuenta con tres poemas titulados:
- "Polirritmo dinámico a Gradín, jugador de fútbol",
- "Polirritmo dinámico de la motocicleta" y
- "Polirritmo de la mujer vegetal".

Los primeros dos textos poéticos fueron escritos por Parra del Riego en 1922 y publicados en ese mismo año; el tercero de tales escritos fue añadido a la colección en 1924.

Asimismo, la edición de 1969 cuenta con una serie de cinco poemas con temática libre en la que resalta uno dedicado al poeta norteamericano Walt Whitman. De igual manera, añade seis "nocturnos" y una serie de textos en prosa. La edición de 1969 estuvo a cargo de la Editorial Arca de Montevideo.

## Temática
La obra de Juan Parra del Riego, "Polirritmos", es un conjunto de poemas con temáticas diversas que corresponde o está vinculado directamente con las corrientes literarias de vanguardia que imperaban a principios del siglo XX en Hispanoamérica, sobre todo con el futurismo.

Con la llegada de la modernidad y de las influencias estéticas europeas a territorio americano a finales del siglo XIX y principios del XX, la escuela literaria predominante hasta ese momento, el "Modernismo", fue desplazada poco a poco. Los poetas como Parra del Riego se inclinaron por una visión que tomara en cuenta los adelantos tecnológicos como elementos metafóricos en la construcción poética: "Juan Parra del Riego canta la maravilla del motor, hermano y compañero del hombre moderno, y alaba el fútbol como emblema de una nueva energía de la época". A continuación una estrofa: 
Sesgada en el viento la cálida quilla del perfil tajante 
y suelto el espíritu al día como una cometa 
yo todas las tardes me lanzo al tumulto de las avenidas 
sobre un trepidante caballo de hierro 
¡mi motocicleta!
El uso de términos cotidianos asociados a objetos tecnológicos en boga, da cuenta del gran impacto que la modernidad tuvo en el lenguaje poético y literario asociado a las vanguardias del siglo XX: del lenguaje preciosista propio del Modernismo (literatura en español), se pasó a la utilización de palabras más cercanas a la realidad de los poetas y cuyo propósito era renovar el lenguaje y el quehacer poético de la época.